# 157473 Emuno
157473 Emuno è un asteroide della fascia principale. Scoperto nel 2005, presenta un'orbita caratterizzata da un semiasse maggiore pari a 2,3456686 UA e da un'eccentricità di 0,1795460, inclinata di 4,61276° rispetto all'eclittica.